# Мирослав Радошевић (књижевник)
Мирослав Радошевић (Зеница, 21. јануар 1972) српски је писац.
Иако је по месту рођења из Босне и Херцеговине, живео је и одрастао у Обровцу. У Обровцу је завршио основну школу, а Војну ваздухопловну гимназију у Мостару. Дипломирао је на Православном богословском факултету Универзитета у Београду. Годинама је радио као учитељ и наставник у Београду.
Добитник је награде Мирослав Дерета за роман „Гласови из подземља”.
Увршћен је у „Енциклопедију националне дијаспоре”, коју уређује Иван Калаузовић Иванус.
Члан је Удружења књижевника „Десанка Максимовић” из Торонта.
Са породицом живи и ради у Канади.

## Дела
- Сведоци истинитог Бога (2002) са Маријом Микетић
- Гласови из подземља (Дерета, 2021) роман[4][5]